# Észtország közlekedése
Észtország közlekedését nagyrészt utak és vasútvonalak biztosítják.

## Úthálózat

Észt főutak és E-utak

- összesen: 57 565 km (közte 16 465 országút)
- aszfaltozott: 12 926 km (közte 99 km korlátozott használatú út)

### Országutak
Az észt úthálózat gerincét az országutak adják. Teljes hosszuk 16 489 km (az összes út 28%-a), 67%-uk aszfaltozott. Fontosságuk alapján négy csoportra osztják őket:
- főutak (1607 km)
- alaputak (2406 km)
- másodlagos utak (12 476 km)
- helyi utak (18 455 km)

| Szám | E-út | Útvonal                          | Hossz (km) | Megjegyzések |
| ---- | ---- | -------------------------------- | ---------- | --- |
| 1    | E20  | Tallinn–Narva                    | 211        | gyorsforgalmi út a Tallinnból kivezető szakaszon 80 km-en át, valamint Kukruse és Johvi közt 7 km-en át. Szentpétervár felé az orosz M11 autóútban folytatódik.                                    |
| 2    | E263 | Tallinn–Tartu–Võru–Luhamaa       | 291        | gyorsforgalmi út a Tallinnból kivezető szakaszon 40 km-en át, valamint Mao közelében 6 km-en át. Tallinnból kiindulva délkeleti irányban szeli át az országot, és becsatlakozik a 7-es országútba. |
| 3    | E264 | Jõhvi–Tartu–Valga                | 216        | Valgától Rigáig a lett A3-as útban folytatódik. |
| 4    | E67  | Tallinn–Pärnu–Ikla               | 193        | gyorsforgalmi út a Tallinnból kivezető szakaszon 14 km-en át Iklától Rigáig a lett A1-es útban folytatódik.                                                                                        |
| 5    |      | Pärnu–Rakvere–Sõmeru             | 184        | Pärnuból Paidén áthaladva Rakvere közelében csatlakozik az 1-es országúthoz |
| 6    |      | Valga–Uulu                       | 125        | Pärnuból Kilingi-Nõmmén keresztül Valgáig |
| 7    | E77  | Riga–Pskov                       | 22         | rövid szakasz Délkelet-Észtországban Missón át; az orosz A212 és a lett A2 útban folytatódik |
| 8    | E265 | Tallinn–Paldiski                 | 49         | Keilán át, a Keila-Paldiski szakasz az E265 út része, komppal áll összeköttetésben Kapellskärral                                                                                                   |
| 9    |      | Ääsmäe–Haapsalu–Rohuküla         | 81         | kompösszeköttetés Rohuküla és Hiiumaa között |
| 10   |      | Risti–Virtsu–Kuivastu–Kuressaare | 144        | komp Virtsu és Kuivastu (Muhumaa) között |
| 11   | E265 | Tallinni körgyűrű                | 38         | |
| 92   |      | Tartu–Viljandi–Kilingi-Nõmme     | 130        | |

### Elektromos töltőállomások hálózata
Észtország a világ első országa, ahol az egész országra kiterjedő, az állam által fenntartott töltőállomás-hálózatot épített ki elektromos autóknak. A 165 gyorstöltő állomást a CHAdeMO-szabványnak megfelelő konnektorokkal látták el. Töltőállomások az ország teljes területén találhatóak, a szigeteket is beleértve, a legnagyobb távolság az egyes állomások közt 40–60 km. A töltőállomások egy okostelefonra készült mobilalkalmazás segítségével is megtalálhatóak (jelenleg csak Androidon érhető el). A viszonylag sűrű hálózat és a gyors, 30 perces töltés lehetővé teszi az egész ország bejárását elektromos autóval. A rendszer egyedülálló foglalási lehetőséget és számos különböző tarifát kínál Észtország ezzel Európa élvonalába került elektromos autózás terén, bár Norvégiában magasabb az elektromos járművek száma (Észtországban ezer lakosra 1, Norvégiában 4 elektromos autó jut).

## Vasúthálózat
- összesen: 900 km, csak nyilvános vasútvonalak (1200 km az ipari vágányokkal együtt)
- széles nyomtávú: 900 km 1520 vagy 1524 mm (133 km villamosítva)

### Vasúti kapcsolat a szomszédos országokkal
- Lettország – azonos nyomtáv (1520 mm)
- Oroszország – azonos nyomtáv (1520 mm)

## Villamos
A főváros, Tallinn közútivasút-hálózatának története 1888-ig, a lóvasutak indulásáig nyúlik vissza. Az első vonal villamosítására 1925. október 28-án került sor. Az első villamos szerelvényeket a tallinni Dvigatel gyártotta a második világháború előtt, majd pár évig a háború után is, az utolsót 1954-ben. Az 1920-as, 1930-as években gázüzemű villamosokat is használtak. 1955 és 1988 között német gyártmányú villamosok voltak használatban. Összesen húsz LOWA T54-B54 villamos (1955 februárjától 1977 márciusáig), tizenegy Gotha T57-B57 (1958 januárjától 1978 júniusáig), öt Gotha T59E-B59E (1960 júniusától 1980 februárjáig), tizennégy Gotha T2-62 és B2-62 (1962–1981 között) és ötven Gotha G4 villamos (1965 januárjától 1988 októberéig) közlekedett a városban. Az első, csehszlovák gyártmányú ČKD Tatra T4SU villamos 1973-ban érkezett, a típust ez év májusától 2005 szeptemberéig használták, összesen 60 darabot. Az első KT4SU 1981-ben érkezett Tallinnba, és március 10-én kezdték használni. 2007-ben ötvenhat KT4SU és tizenkét KTNF6 volt használatban (újraépített KT4SU-k, tíz helyi, egy Gerából és egy Erfurtból), valamint huszonhárom KT4D (tizenkettő Gerából, hat Cottbusból, egy Frankfurt an der Oderból és öt Erfurtból). 2007-ben a város négy villamosvonallal rendelkezett, az ötödiket 2004-ben kihasználatlanság miatt megszüntették, a 6-ost javítások idején ideiglenesen használják még.

## Kikötők
Észtország 45 kikötővel rendelkezik, ezek pár kivételtől eltekintve mind a Balti-tenger partján találhatóak. A legnagyobb kikötők: Muuga (Tallinn közelében), Tallinn (számos kikötő), Paldiski, Kunda, Pärnu és Sillamäe.

## Kereskedelmi flotta
- összesen: 50 hajó (1000 bruttó regisztertonna vagy afölötti) összesen, hordképesség 306 264 bruttó regisztertonna / 293 083 tonna
- Hajók típus szerint (1999-es becslés):
  - Ömlesztettáru-szállító: 3
  - Teherhajó: 20
  - Kombinált áruszállító: 1
  - Konténerhajó 5
  - Olajszállító: 2
  - Gördülő rakományt szállító: 13
  - Rövid távú tengeri személyszállító: 6

## Repülőterek

### Aszfaltozott futópályával
- összesen: 13 (2013)
- 3047 méternél hosszabb: 2
- 2438–3047 méter: 8
- 1524–2437 méter: 2
- 914–1523 méter: 1[4]

Észtország legnagyobb reptere a Lennart Meri Tallinn Airport.

## Csővezetékek
- földgáz: 859 km (2007)

## Vízi útvonalak
- 320 km egész évben hajózható

Jelenleg használt vízi útvonalak:
- Nemzetközi:
  - Tallinn–Helsinki komp és (időszakos) gyorskomp
  - Tallinn–Mariehamn (Åland-szigetek) – Stockholm komp
  - Paldiski–Kappelskär (Svédország) komp
  - Tallinn–Visby (Gotland) (időszakos kiránduló) komp
- Belföldi:
  - Nyugat-Észtország:
    - Rohuküla–Sviby (Vormsi sziget) komp
    - Rohuküla–Heltermaa (Hiiumaa sziget) komp
    - Sõru (Hiiumaa sziget) – Triigi (Saaremaa sziget) komp
    - Virtsu–Kuivastu (Muhu sziget) komp
    - Pärnu–Kihnu sziget komphajó
    - Munalaid–Kihnu sziget komphajó
    - Munalaid–Manilaid sziget komphajó és hajó
    - Roomassaare (Saaremaa sziget) – Abruka sziget komphajó és hajó[5]
    - Munalaid–Ruhnu sziget (charter) komp és (időszakos) gyorskomp
    - Pärnu–Ruhnu sziget (időszakos) gyorskomp
    - Roomassaare (Saaremaa sziget) – Ruhnu sziget (időszakos) gyorskomp
    - Rohuküla–Hobulaid sziget (charter) hajó

  - Észak-Észtország:
    - Leppneeme–Prangli sziget komphajó
    - Tallinn–Aegna sziget (időszakos) hajó
    - Tallinn–Naissaar sziget (időszakos) hajó
    - Dirhami–Osmussaar sziget (időszakos) hajó
    - Kurkse–Väike-Pakri sziget (charter) hajó

  - Peipus-tó és Emajõgi folyó:
    - Laaksaare–Piirissaar sziget komp
    - Kavastu (időszakos) kötélkomp az Emajõgi folyón át

## Fordítás
- Ez a szócikk részben vagy egészben  a   Transport in Estonia című angol Wikipédia-szócikk ezen változatának fordításán alapul.  Az eredeti cikk szerkesztőit annak laptörténete sorolja fel. Ez a jelzés csupán a megfogalmazás eredetét és a szerzői jogokat jelzi, nem szolgál a cikkben szereplő információk forrásmegjelöléseként.